# Hannu Jäntti
Hannu Jäntti (ur. 1 marca 1963 w Tervo) – fiński piłkarz występujący na pozycji obrońcy.

## Kariera klubowa
Jäntti karierę rozpoczynał w amatorskim zespole Naseva. W 1985 roku został graczem pierwszoligowego FC Kuusysi. Występował tam do końca kariery w 1994 roku. Wraz z Kuusysi trzykrotnie zdobył mistrzostwo Finlandii (1986, 1989, 1991), a także raz Puchar Finlandii (1987). Cztery raz wywalczył też wicemistrzostwo Finlandii (1987, 1988, 1990, 1992).

## Kariera reprezentacyjna
W reprezentacji Finlandii Jäntti rozegrał dwa spotkania. Zadebiutował w niej 16 maja 1990 w zremisowanym 1:1 towarzyskim meczu z Irlandią. Po raz drugi wystąpił w niej natomiast 11 dni później, 27 maja 1990 w przegranym 0:6 towarzyskim pojedynku ze Szwecją.